# Hailey Van Lith
Hailey Van Lith est une joueuse de basket-ball américaine née le 9 septembre 2001 à Wenatchee dans l'État de Washington.
Elle évolue au sein de l'équipe des Horned Frogs de TCU, après avoir joué pour les Cardinals de Louisville et les Tigers de LSU en National Collegiate Athletic Association (NCAA).
Elle est championne du monde de basket-ball à trois en 2023 avec l'équipe des États-Unis.
Le 15 avril 2025 elle est draftée en 11ème position par les Chigago Sky.

## Biographie

### Jeunesse et parcours universitaire
Hailey Van Lith naît le 9 septembre 2001 à Wenatchee dans l'État de Washington. Elle étudie au lycée de Cashmere, dans l'État de Washington, dont elle devient la meilleure marqueuse de l'histoire. Considérée comme l'une des meilleures recrues de sa classe, elle est nommée dans l'équipe McDonald's All-American,,. 
À l'université, elle joue ses trois premières saisons avec les Cardinals de Louisville, remportant deux fois les honneurs de la première équipe All-ACC. Elle mène les Cardinals au Final Four de la NCAA 2022 mais échoue en quart de finale l'année suivante et demande son transfert. Elle rejoint les Tigers de LSU, championnes en titre avec Angel Reese. Elles affrontent les Hawkeyes de l'Iowa, portées par Caitlin Clark et sont éliminées en Elite Eight. Hailey Van Lith bénéficie d'une année universitaire supplémentaire à cause de la pandémie de Covid et rejoint les Horned Frogs de TCU.

### Équipe nationale
Hailey Van Lith remporte deux médailles d'or avec les États-Unis au niveau international des jeunes. 
En basket-ball à trois, elle remporte la médaille d'or à la Coupe du monde FIBA 3x3 des moins de 18 ans 2019 et est nommée meilleure joueuse du tournoi (MVP).
En senior, elle participe à la Coupe du monde de basket-ball 3×3 2023 remporte la médaille d'or aux côtés de Cameron Brink, Cierra Burdick et Linnae Harper. Elle est sélectionnée pour participer aux Jeux Olympiques d'été de 2024 à Pariset remporte la médaille de bronze.